# 网球比赛造假
网球比赛造假，即网球比赛中存在的不端行为问题是网球界一个长期存在的顽疾。最早于2003年被星期日泰晤士報曝光以来，为应对这一问题，相关部门在2008年展开调查后成立了“网球诚信组织”（TIU）。
2011年，丹尼爾·科勒爾成为首位因参与打假球而被终身禁赛的球员，这是网球历史上首次出现此类处罚。同年晚些时候，温布尔登网球锦标赛的主办方收到了一份涉嫌参与假球事件人员的名单。
2016年，英国广播公司（BBC）报道称，“有证据表明，在世界网球最高级别的比赛中普遍存在疑似打假球的现象，甚至包括温网在内”。2019年2月，BBC进一步指出，网球这项运动“充斥着腐败”。
为更有力地打击网球界的腐败行为，2021年，国际网球管理机构成立了国际网球诚信机构（ITIA），作为加强网球反腐败力度的重要一步。

## 案例
- 2003年，《伦敦星期日电讯报》（The Sunday Telegraph）刊登了一篇头版报道，标题为《网球选手为了经济利益故意输掉比赛》（"Tennis players are throwing matches for financial gain"）。该调查提到了多场可疑的比赛，其中包括一场涉及一位世界排名前十球员的比赛。受该报道影响，“互联网博彩交易所Betfair宣布与职业网球联合会（ATP）签署了一份合作备忘录。”[8]

- 2007年，法国网球选手阿诺·克莱芒声称有人向他提供贿赂，要求其操纵比赛结果，但他拒绝了这一提议，并补充道：“我不会透露具体地点和细节”，因为担心披露更多信息会影响自己的职业生涯。[9]

- 2008年，ATP为俄罗斯选手尼古拉·达维坚科洗清了有关他在2007年波兰网球赛事中对阵馬丁·瓦薩洛·阿圭略的假球指控。[10]然而，在2016年的一项调查发现，有来自俄罗斯境内账户的多达百万美元的资金押注在这场比赛上。此外，一份泄露给BuzzFeed与BBC联合调查组的文件显示，达维登科曾至少有82次与一名疑似是意大利体育赌博集团头目的人物之间收发短信。[11]

- 2016年1月，BuzzFeed与BBC联合发布一篇调查报告，揭露了涉嫌大规模打假球的行为，这些行为涉及北意大利、西西里岛以及俄罗斯的赌博集团，其中包括温网在内等重大赛事期间出现的异常投注行为。记者们共审查了26,000场比赛的下注情况。[12]

- 2018年6月，阿根廷网球选手尼可拉斯·基克因参与假球被禁赛至少三年。根据TIU的调查，基克在2015年故意参与了至少两场假球比赛。最终裁定禁止基克参加或出席任何受官方认可的网球赛事。[13]

- 2018年7月，埃及网球运动员卡里姆·侯萨姆（英语：Karim Hossam）因参与假球活动被终身禁赛。[14]

- 2019年8月，埃及网球运动员伊萨姆·海萨姆·塔韦勒（英语：Issam Haitham Taweel）因打假球和其他腐败行为被禁赛五年。[15]

- 2019年9月，巴西网球选手迭戈·马托斯（Diego Matos）因参与假球被终身禁赛。[16]

- 2020年5月，埃及网球选手优素福·侯萨姆（英语：Youssef Hossam）因打假球被终身禁赛。他的哥哥卡里姆曾在两年前遭到类似处罚。[17]

- 2021年6月，俄罗斯网球选手亚娜·西济科娃在法网双打首轮失利后被警方逮捕，当时法国当局正对前一年法网期间的一起假球事件展开调查。[18]检察官办公室表示，她的被捕是由于“体育贿赂和有组织欺诈行为，相关行为可能发生在2020年9月”。[19]此案件由一个专门调查赌博欺诈和假球行为的法国警察部门负责，核心是围绕对一场疑点重重的比赛展开的。[20]

- 2023年，被爆出在低级别职业网球赛事中存在一个主要以赌球为重心的大型假球网络。据调查，至少有181名球员牵涉其中。[21]

## 相关
- 国际网球诚信机构（ITIA）